# جیکوب یونگ
جیکوب یونگ (انگلیسی: Jacob Wayne Young؛ زادهٔ ۱۰ سپتامبر ۱۹۷۹) یک هنرپیشه، و خواننده اهل ایالات متحده آمریکا است. وی از سال ۱۹۹۷ میلادی تاکنون مشغول فعالیت بوده‌است.

## گزیده فیلمشناسی
از فیلم‌ها یا برنامه‌های تلویزیونی که وی در آن نقش داشته‌است می‌توان به آثار زیر اشاره کرد.
- دختر همسایه (فیلم ۲۰۰۴) (۲۰۰۴)
- جسور و زیبا (۱۹۹۷–۱۹۹۹، ۲۰۱۱–تاکنون)